# Zasloužilý architekt Ukrajiny
Zasloužilý architekt Ukrajiny (ukrajinsky Заслужений архітектор України) je státní vyznamenání Ukrajiny udílené od dob Ukrajinské SSR architektům za jejich pracovní zásluhy.

## Historie
Tento čestný titul byl založen sovětskou vládou dne 10. října 1969 pod názvem Zasloužilý architekt Ukrajinské SSR. Po obnovení titulu pod názvem Zasloužilý architekt Ukrajiny je ocenění udíleno od vyhlášení nezávislosti Ukrajiny v roce 1991.

## Pravidla udílení
Tento čestný titul je udílen prezidentem Ukrajiny v souladu se zákonem O státních vyznamenáních Ukrajiny. Podle nařízení o čestných titulech Ukrajiny ze dne 29. června 2001 se toto ocenění udílí architektům a restaurátorům architektonických památek za zvláštní zásluhy o rozvoj národní architektury, významné tvůrčí úspěchy v oblasti plánování měst, obnovy historických a kulturních památek, výstavby objektů a komplexů průmyslového, vojenského, civilního či zemědělského účelu. Titul se udílí občanům Ukrajiny, kteří pracují v příslušném sektoru ekonomiky nebo sociokulturní sféry zpravidla po dobu minimálně deseti let. Ocenění tímto titulem musí mít vysokoškolské vzdělání. Lze jej udělit občanům Ukrajiny, cizincům i lidem bez státní příslušnosti. Nelze jej však udělit posmrtně. Vyšším stupněm tohoto čestného titulu je titul Lidový architekt Ukrajiny, který je zpravidla udílen nejdříve po deseti letech od udělení nižšího titulu

## Popis odznaku
Odznak se svým vzhledem podobá dalším odznakům čestných ukrajinských titulů v kategorii zasloužilý. Odznak má tvar oválného věnce spleteného ze dvou větviček vavřínových listů. Ve spodní části jsou větvičky spojeny stuhou. Uprostřed odznaku je nápis Заслужений архітектор. V horní části je věnec přerušen státním znakem Ukrajiny. Všechny nápisy i motivy jsou na odznaku vyraženy. Na zadní straně je spona umožňující jeho připnutí k oděvu. Odznak je vyroben ze stříbra.